# Salah-D
Salah-D（サラディ）は、台湾の漫画家。台中市出身。漫画執筆のほか、イラスト・キャラクターデザイン等、日本・台湾を中心に活動している。

## 来歴
台中嶺東技術学院在学中に漫画家のアシスタントを務める。その後、ゲーム会社でキャラクターデザインやUIの開発に従事しながら漫画やキャラクターの技術基礎を学ぶ。オリジナル創作漫画「陰間條例」シリーズと韋宗成氏作の「冥戦録」シリーズとのコラボレーションにて2019年9月に舞台化。『陰間條例X冥戰錄』として台北にて公演。

## 連載作品
- 「クラス≪無職≫の英雄譚～公爵家を追放されたが、実は殴っただけでスキルを獲得できるとわかり、大陸一の英雄に上り詰める～」[2]掲載雑誌：どこでもヤングチャンピオン（電子雑誌）媒体：ヤンチャンWeb　出版社：秋田書店　レーベル：ヤングチャンピオン　原作：アメカワ・リーチ　漫画：Salah-D（2022年4月26日より連載中）言語：日本語

## 書籍

### 漫画／単行本[3]
- 「勒令特搜」出版社：台湾東販（2008年12月）
- 「夢見 D-ZONE 01」出版社：台湾角川（2013年11月）
- 「陰間條例冥戰篇」出版社：黑白文化（2020年12月）
- 「クラス≪無職≫の英雄譚 ~公爵家を追放されたが、実は殴っただけでスキルを獲得できるとわかり、大陸一の英雄に上り詰める~ (1) 」 出版社：秋田書店/ヤングチャンピオンコミックス（2023年1月）
- 「クラス≪無職≫の英雄譚 ~公爵家を追放されたが、実は殴っただけでスキルを獲得できるとわかり、大陸一の英雄に上り詰める~ (2) 」 出版社：秋田書店/ヤングチャンピオンコミックス（2023年7月）
- 「クラス≪無職≫の英雄譚 ~公爵家を追放されたが、実は殴っただけでスキルを獲得できるとわかり、大陸一の英雄に上り詰める~ (3) 」 出版社：秋田書店/ヤングチャンピオンコミックス（2024年1月）
- 「クラス≪無職≫の英雄譚 ~公爵家を追放されたが、実は殴っただけでスキルを獲得できるとわかり、大陸一の英雄に上り詰める~ (4) 」 出版社：秋田書店/ヤングチャンピオンコミックス（2024年6月）
- 「クラス≪無職≫の英雄譚 ~公爵家を追放されたが、実は殴っただけでスキルを獲得できるとわかり、大陸一の英雄に上り詰める~ (5) 」 出版社：秋田書店/ヤングチャンピオンコミックス（2025年1月）

### 漫画／雑誌掲載
- 「ACCC．浪漫01」出版社：大好世紀（2014年5月）
- 「ACCC．浪漫02」出版社：大好世紀（2014年7月）
- 「學習不難，漫畫搞定！CCC創作集21號」出版社：蓋亞（2019年12月）
- 「啟程 はじまる」臺中市政府PR漫畫（2022年9月）

### 小説挿絵[4]
- 『超速遊戲：啊父塔繃牛兒！Afterburner』作者： 董少尹　出版社：九歌　語言：繁體中文（2016年11月）
- 『妖瞳 (1)-(7)』作者：圈羊人　出版社：明日工作室　語言：繁體中文
  - 「妖瞳(1)異妖之動」（2011年11月）
  - 「妖瞳(2)妖幫之影」（2011年12月）
  - 「妖瞳(3)惑妖之心」（2012年3月）
  - 「妖瞳(4)石護之守」（2012年5月）
  - 「妖瞳(5)妖獵之翼」（2012年7月）
  - 「妖瞳(6)妖禍」 （2013年3月）
  - 「妖瞳(7)狐妖劫(最終回) 」 （2013年5月）
- 『殺手不二價(1)-(6)』作者：鐘小建　出版社：明日工作室　語言：繁體中文
  - 「殺手不二價(1)黑鍋人」（2012年6月）
  - 「殺手不二價(2)殺手戰場」（2012年8月）
  - 「殺手不二價(3)愛殺新娘」（2012年10月）
  - 「殺手不二價(4)低能殺手」 （2013年1月）
  - 「殺手不二價(5)指甲刀殺手」（2013年4月）
  - 「殺手不二價(6)愛無價(最終回) 」（2013年6月）
- 『大魔法搜查線(1)-(2)』作者： 陳浩基　出版社：明日工作室　語言：繁體中文
  - 「大魔法搜查線(1)」（2012年6月）
  - 「大魔法搜查線(2)(最終回)」 （2012年7月）
- 『悠哉小鎮シリーズ)』作者： 瀝青　出版社：明日工作室　語言：繁體中文
  - 「石頭祭：悠哉小鎮」（2012年3月）
  - 「糧神葬：悠哉小鎮」（2012年6月）
  - 「永身樹：悠哉小鎮」（2012年7月）
- 字鬼：貓語人　作者： 譚劍  出版社：明日工作室（2012年9月）
- 貓語人：永保安康的惡魔咒語　作者：譚劍 出版社：明日工作室（2012年12月）
- 神也會做錯填空題 作者：馬木甬　繪者： KD, Salah-D，黑白插畫　出版社：台灣角川（2014年7月）
- 九歌少兒書房第63集 出版社：九歌（2016年11月）

## ゲーム

### キャラクターデザイン
- 2019年　台湾版　クイズRPG魔法使いと黒猫のウィズスマホゲーム
- 2020年　陰間條例夜巡篇・夜神篇　ボードゲーム
- 2021年5月　台湾版　白貓プロジェクトスマホゲーム

### カットイラスト
- 2021年6~7月　台湾版　BLEACH　スマホゲーム
- 2021年9月　台湾版　モンスターハンター　スマホゲーム

## 舞台

### 陰間條例 X 冥戰錄[5]
- 上演期間：2019年9月27日（金) ~ 2019年9月29日 (日)
- 上演場所：水源劇場　台北市中正區羅斯福路四段92號
- 主催：開拓動漫事業有限公司
- 演出：貪食德工作室
- 原作：陰間條例(Salah−D)・冥戰錄(韋宗成)
- 脚本：王健任・貪食德
- 舞台監督：李文媛　他Staff多数

### 陰間條例冥戰篇[6]
※2019年上演 陰間條例×冥戰録　改編
- 上演期間：2022年4月2日（土）〜2022年4月16日（土）
- 上演場所：水源劇場　台北市中正區羅斯福路四段92號
- 主催：開拓動漫事業有限公司
- 演出：貪食德工作室
- 原作：陰間條例(Salah−D)・冥戰錄(韋宗成)
- 脚本：王健任・貪食德
- 舞台監督：李文媛　他Staff多数

## イベント

### 台湾最大規模の同人誌即売会
Fancy Frontier 開拓動漫祭

#### メインイラスト
- 2012年7月 臺中動漫力　（略称：FFTC）
- 2014年11月 高雄駁二動漫祭（略称：FFK）
- 2015年8月 臺中動漫力　（略称：FFTC）
- 2016年4月 PetitFancy　（略称：PF）
- 2021年9月 漫畫實作工作坊

#### 冊子表紙
- 2018年1月 Frontier第十八卷第一號

## 受賞歴
- 2014年 台湾行政院漫画賞
- 2020年 金漫獎跨域應用獎